# Сергий I
Се́ргий I (лат. Sergius PP. I; 650 — 8 сентября 701) — папа римский с 15 декабря 687 года по 8 сентября 701 года. Стал папой в серьёзной борьбе с антипапами Пасхалием и Теодором. Отказался подписать решения Трулльского Собора. В этой связи византийский император Юстиниан II отдал приказ об аресте Сергия, но народ помешал его выполнению.

## Ранние годы
Сергий был выходцем из сирийской семьи из Антиохии, которая поселилась в Палермо на Сицилии. Сергий оставил Сицилию и прибыл в Рим во время понтификата Адеодата II. Лев II рукоположил его в кардиналы церкви Санта-Сузанна 27 июня 683 года, и он стал подниматься по служебной лестнице духовенства. Он оставался кардиналом Санта-Сусанны, пока его не выбрали папой.

## Избрание
Когда 21 сентября 687 года после продолжительной болезни скончался папа Конон, его архидиакон Пасхалий подкупил экзарха Равенны, Иоанна II Платина, рассчитывая с его помощью стать папой. Однако более многочисленной оказалась фракция в поддержку протоиерея Теодора. Две фракции начали вооружённую борьбу, расположившись в разных частях Латеранского дворца — папской резиденции. Чтобы выйти из тупика, представители гражданских властей, армии, духовенства и населения города встретились в императорском дворце и избрали Сергия, а затем взяли штурмом Латеранский дворец, заставив двух конкурирующих кандидатов признать Сергия.
Притворно признав Сергия, Пасхалий отправил послов к Платину, обещая ему большую сумму золота в обмен на военную поддержку. Экзарх прибыл в Рим, но признал, что Сергий был избран законно. Тем не менее, он всё равно потребовал обещанное золото. После интронизации Сергия 15 декабря 687 года Платин удалился. Пасхалий продолжил интриговать и в конце концов был сослан в монастырь по обвинению в колдовстве.
Интронизация Сергия закончила последний период Sede Vacante периода «Византийских пап».

## Понтификат

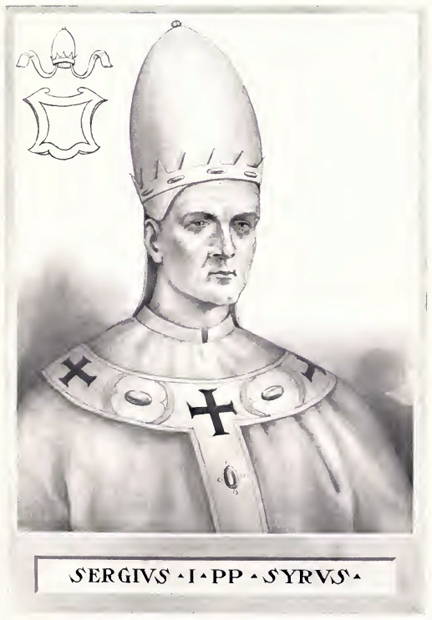
Папа Сергий I

10 апреля 689 года Сергий крестил короля Уэссекса Кэдваллу в Риме. Он также рукоположил святого Виллиброрда епископом фризов, Liber Pontificalis отмечает, что он также рукоположил Бертвальда архиепископом Кентерберийским.
Сергий принимал активное участие в прекращении спора о трёх главах в 698 году.
Сергий основал диаконию Санта-Мария-ин-Виа-Лата на Корсо, — части города, активно развивавшейся в VIII веке. Он также восстановил и украсил церковь Святых Косьмы и Дамиана.

### Ответ на решения Трулльского собора
Сергий I не присутствовал на Трулльском Соборе 692 года, в котором приняли участие 226 или 227 епископов, в подавляющем большинстве из Константинопольского патриархата. Участие Василия из Гортины на Крите, принадлежащего к Римской патриархии, было принято на Востоке как римское одобрение, но на самом деле он не был папским легатом.
Сергий признал решения совета недействительными и заявил, что «скорее умрёт, чем согласится с новыми заблуждениями». Трулльский собор осудил некоторые религиозные практики церкви на Западе, например, практику богослужений в будние дни Великого поста, пост по субботам в течение всего года и т. п. Большие разногласия были выявлены в отношении восточных и западных священнослужителей к безбрачию священников и диаконов.
Разгневанный император Юстиниан II направил своего представителя, также по имени Сергий, чтобы арестовать епископа Иоанна из Порта, главного папского легата на Третьем Вселенском соборе в Константинополе, и Бонифация, папского советника. Их арест воспринимался духовенством как предупреждение папе. В конце концов, Юстиниан II отдал приказ об аресте Сергия I и вывозе его в Константинополь. Однако милиция экзарха Равенны сорвала эту попытку. Но вместо того, чтобы подстегнуть антивизантийские настроения, Сергий сделал всё, чтобы подавить восстание. Решения Трулльского Собора не признаются в Западной Церкви до сего времени.
Папа Сергий I скончался 8 сентября 701 года.
Его сменил Иоанн VI.